# Nagaoka
Nagaoka (Japans: 長岡市, Nagaoka-shi) is een stad in de prefectuur Niigata in Japan. De stad is 840,88 km² groot en heeft 281.797 inwoners (2007). De stad ligt aan de rivier de Shinano.

## Geschiedenis
Het Tokugawa-shogunaat benoemde in 1616 Naoyori Hori als heer van de Nagaoka-han in 1616. Hori bouwde een kasteelstad waar nu Nagaoka ligt met een kasteel langs de Shinano. Dit gebied had last van overstromingen en in 1617 werd een nieuw kasteel gebouwd waar nu Nagaoka centraal station ligt.
In de Edoperiode bloeide Nagaoka als kasteelstad onder bestuur van dertien generaties van de Makino-clan. Gedurende de Boshin-oorlog, een burgeroorlog in 1868 gedurende de Meiji-restauratie, leidde de generaal van de clan, Tsuginosuke Kawai, het leger van Nagaoka tegen de Meiji regering. Nagaoka werd verslagen en de stad werd verwoest. De buurprovincie Mineyama gaf voor de wederopbouw honderd zakken rijst die werden verkocht voor de financiering van een nieuwe school. Hieruit is de Kome Hyappyo-annecdote voortgekomen.
Aan het begin van de Meiji-periode werd Nagaoka deel van de voormalige prefectuur Kashiwazaki.
De stad Nagaoka werd op 1 april 1906 gevormd.
Kort voor het eind van de Tweede Wereldoorlog werden grote delen van de stad bij een luchtaanval verwoest. Ook hebben diverse aardbevingen, voor het laatst in 2004, delen van de stad vernield. Telkens wordt de stad echter herbouwd. Het symbool van de stad is niet voor niets de feniks.
Nakaoka groeide door een gemeentelijke herindeling op 1 april 2005 toen de steden Oguni, Nakanoshima, Koshiji, Mishima en het dorp Yamakoshi door Nagaoka werden geabsorbeerd. Op 1 juli 2006 werden de steden Tochio, Yoita, Teradomari en het dorp Washima aan Nagaoka toegevoegd.

## Cultuur
Bezienswaardigheden:
- Kome Hyappyo Monument
- Yukyuzan-park en het Tsuginosuke Kawai Monument daarin
- Echigo heuvelpark
- Haibu Nagaoka Stadion
- Het Museum voor moderne kunst van de prefectuur Niigata
- Het Historisch museum van de prefectuur Niigata
- Nagaoka stadsmuseum
- Nagaoka muziekcentrum

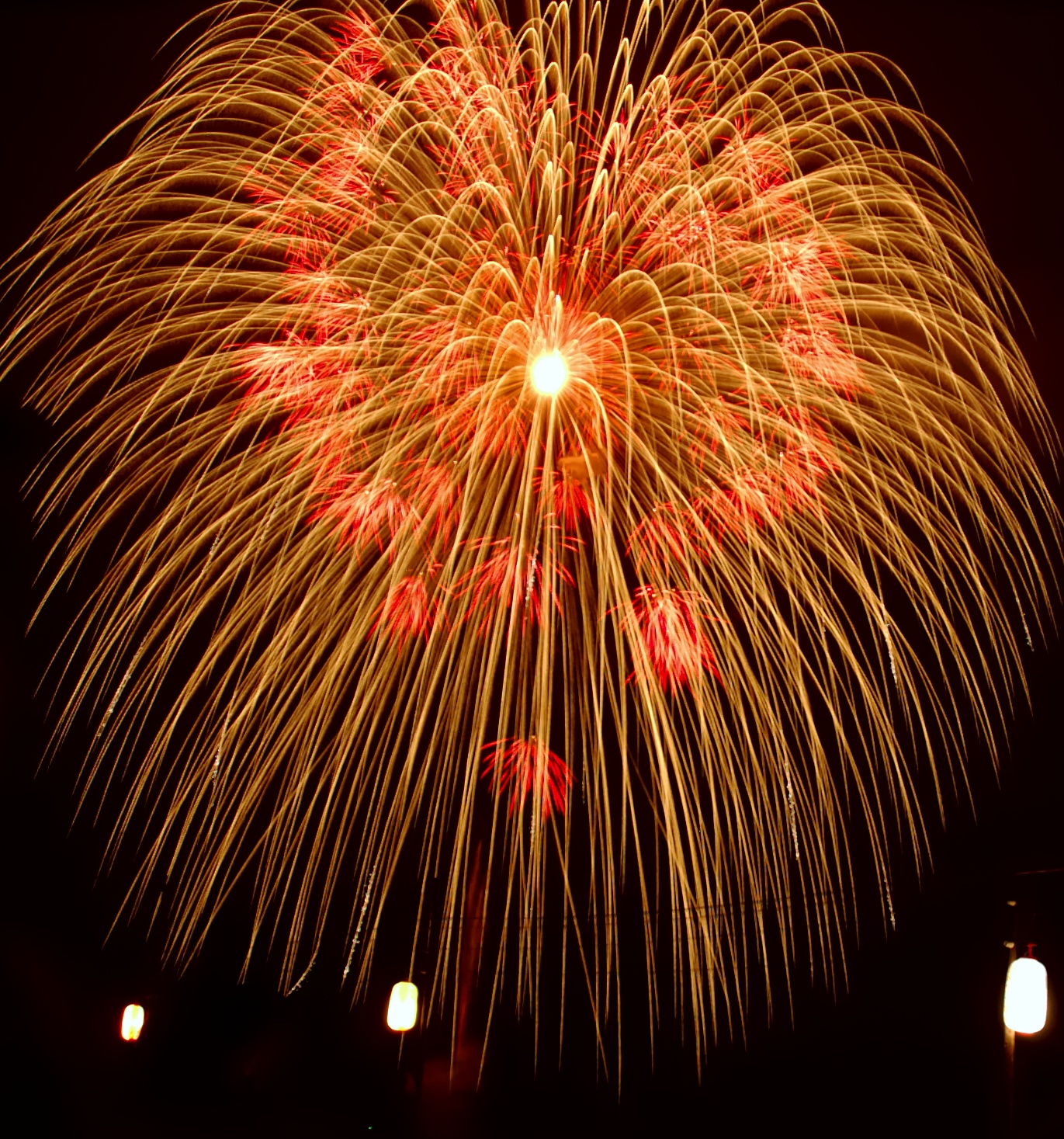
Vuurwerk ter afsluiting van het Nagaoka Groot Vuurwerkfestival

Jaarlijks wordt van 2 tot 4 augustus het Nagaoka Groot Vuurwerkfestival aan de oevers van de Shinano gevierd dat wordt afgesloten met het grootste vuurwerk in Japan dat, naar het symbool van de stad, feniks wordt genoemd.
In oktober is er jaarlijks het Nagaoka Aki Matsuri (Herfstfestival) en Kome Hyappyo-festival.

## Instellingen voor hoger onderwijs
- Nagaoka Technische Universiteit
- Nagaoka Technische Hogeschool
- Nagaoka Universiteit
- Nagaoka Ontwerpinstituut

## Industrie
Nagaoka ligt midden in een aardolie- en aardgasgebied. Deze industriestad ken voornamelijk chemische industrie, naast machinebouw en werktuigbouw.

## Verkeer
Nagaoka ligt aan de Jōetsu-lijn, de Shinetsu-lijn en de Jōetsu Shinkansen van de East Japan Railway Company.
Nagaoka is ooit bediend door twee private spoorlijnen van Echigo Kotsu, maar deze zijn niet meer in gebruik. Een monorail is wel voorgesteld voor Nagaoka, maar nooit gerealiseerd.
Nagaoka ligt aan de Hokuriku-autosnelweg en de Kanetsu-autosnelweg. Daarnaast komt een reeks van  autowegen door Nagaoka.

## Stedenbanden
- Fort Worth, Texas, U.S.A (9 november, 1987)
- Trier, Duitsland (2 juni, 2006)
- Romainmôtier-Envy, Zwitserland (1 april, 2006). Deze stedenband heeft Nagaoka overgenomen van Oguni (sinds 1 juni 1986) toen deze stad in Nagaoka opging.

## Bekende inwoners  van Nagaoka

### Geboren
- Isoroku Yamamoto (1884-1943), militair, commandant van de Japanse Keizerlijke Marine gedurende de eerste jaren van de Tweede Wereldoorlog en een van de bedenkers van de aanval op Pearl Harbor
- Junko Hoshino (1989), freestyleskiester

### Overig
- Inoue Enryo, Boeddhistisch filosoof en oprichter van de Toyo Universiteit
- Hoshino Tomoko, actrice
- Jushiro Konoe, acteur
- Minami Haruo, enka zanger
- Nobuhiro Watsuki, mangaka
- Ryo Hirohashi, stemacteur, 'Seiyū'